# Nhanh như chớp (mùa 4)
Mùa thứ tư của chương trình Nhanh như chớp do Đài Truyền hình Thành phố Hồ Chí Minh và công ty Đông Tây Promotion phối hợp thực hiện, được phát sóng trên kênh HTV7 từ ngày 6 tháng 8 năm 2022. Trong phần lớn các tập ở mùa này, Trường Giang và Hari Won đảm nhiệm vai trò MC. Vì lý do sức khỏe và lịch trình riêng của Hari Won nên ở hai tập 19 và 20, Lê Dương Bảo Lâm tạm thời đảm nhận vị trí MC cùng với Trường Giang, vị trí tạm thời này được chuyển cho Lâm Vỹ Dạ từ tập 21 đến tập 26.
Ở đợt 1, đội của Puka, Gin Tuấn Kiệt, Khánh Vân giành chiến thắng., ở đợt 2, đội của Chí Thiện, Jun Vũ, Quốc Khánh giành chiến thắng.

## Thể thức thi đấu
Mỗi tập sẽ có 6 thí sinh tham gia, chia làm 2 đội A và B, mỗi đội 3 thí sinh. Các đội sẽ thi đấu với nhau theo thể thức đấu loại trực tiếp. Đội thắng của một tập sẽ thi đấu ở vòng tiếp theo.
Dưới đây là thể thức thi đấu của chương trình ở mùa 4. Mùa này có 2 đợt phát sóng gồm 15 tập cho mỗi đợt và một số trận giao hữu ở cuối mùa. Đây là lần đầu tiên không có trận Siêu cúp.
1. Vòng loại (8 tập): 16 đội sẽ thi đấu dưới thể thức đấu loại trực tiếp. 8 đội thắng tiến vào vòng tứ kết.
2. Vòng tứ kết (4 tập): 8 đội thắng ở vòng loại sẽ thi đấu ở vòng này. 4 đội thắng sẽ vào vòng bán kết.
3. Vòng bán kết (2 tập). 4 đội thắng ở vòng tứ kết sẽ thi đấu ở vòng này. 2 đội thắng sẽ vào trận chung kết.
4. Chung kết (1 tập): 2 đội thắng ở vòng bán kết sẽ thi đấu ở vòng này. Đội thắng ở trận này sẽ là đội vô địch.
5. Tái đấu (1 tập - chỉ áp dụng ở đợt 2): Hai đội thua được khán giả bình chọn sẽ quay trở lại để thi đấu ở vòng này. Đội thắng sẽ vào vòng tứ kết.

## Luật chơi

### Vòng đấu loại
Trong mỗi lượt đấu, mỗi đội cử một thành viên đại diện cho đội thi đấu với một thành viên của đội khác. Hai thí sinh thi đấu đối kháng với nhau bằng một bộ câu hỏi chung  với thứ tự giống nhau cho cả 2 người. Một người sẽ được chơi trước còn người kia bước vào phòng cách âm để không nghe thấy câu hỏi của chương trình.
Thí sinh sẽ ngồi lên một "cỗ máy tia chớp" và có 2 phút để trả lời nhanh một bộ câu hỏi gồm nhiều câu (bao gồm câu hỏi chuẩn và câu đố mẹo). Thời gian chỉ được tính từ khi MC bắt đầu đọc câu hỏi đến lúc người chơi chốt câu trả lời và không được tính khi các thí sinh và MC trò chuyện. Mỗi lần trả lời đúng thì được lên một nấc của con dốc, trả lời sai sẽ bị đẩy xuống đáy dốc (nấc số 0); điểm được tính bằng số lượng câu trả lời đúng liên tiếp và nhiều nhất (ví dụ, một thí sinh trả lời được đến mốc số 5 rồi trả lời sai và không trả lời được liên tiếp quá 5 câu sau đó thì điểm số sẽ là 5 điểm). Thí sinh không được quyền bỏ qua bất kỳ câu hỏi nào mà phải trả lời tất cả các câu hỏi dù sai và tuyệt đối không nghe theo đồng đội. Nếu trả lời theo gợi ý của đồng đội thì đáp án sẽ không được chấp nhận và bị tính là trả lời sai.
Nếu trả lời đúng đến mốc số 10 (đúng 10 câu liên tiếp), thí sinh sẽ ngay lập tức nhận được 20.000.000 đồng. Chỉ có một giải 20.000.000 đồng duy nhất trong mỗi chương trình, nghĩa là dù người đó lần thứ hai hay những người chơi khác có trả lời đúng 10 câu liên tiếp thì vẫn sẽ không được nhận 20.000.000 đồng mà chỉ tính là 10 điểm. Khi cả 2 thí sinh trong lượt đấu đã hoàn thành phần thi, đội có số đáp án đúng liên tiếp cao hơn sẽ giành điểm ở lượt đó. Nếu hai đội có số đáp án đúng liên tiếp như nhau thì mỗi đội giành 1 điểm.
Sau lượt 3, nếu tỉ số của 2 đội là 3-0 (1 đội thắng cả 3 lượt đầu) hoặc 3-1 (thắng 2 trong 3 lượt, lượt còn lại hòa) thì trận đấu sẽ kết thúc ngay lập tức; đội dẫn trước sẽ là đội chiến thắng và bước vào vòng đặc biệt. Với các trường hợp còn lại, trận đấu sẽ tiếp tục với lượt thứ 4 (khi đó 2 người vừa tham gia lượt 3 sẽ không được tham gia lượt này). Nếu sau lượt 4 mà vẫn chưa có đội chiến thắng, sẽ có một câu hỏi phụ và mỗi đội chọn ra một thành viên bất kỳ để đại diện đứng trước một cây cột. Sau khi nghe câu hỏi, người chơi giành quyền trả lời bằng cách đặt tay lên cột. Trả lời đúng thì đội có thành viên đó giành chiến thắng, nếu sai thì thành viên của đội kia sẽ trả lời, nếu đúng thì thắng. Nếu cả thành viên không trả lời được câu hỏi, một câu hỏi khác sẽ được đưa ra cho đến khi có đội thắng.
Kết thúc vòng thi, đội chiến thắng sẽ lọt vào vòng đặc biệt và giành quyền đi tiếp vào vòng sau, còn đội thua cuộc sẽ nhận phần thưởng 15.000.000 đồng.

### Vòng đặc biệt
Đội chiến thắng sẽ đứng trước một cây cột. Trong vòng 1 phút, đội phải liệt kê 20 đáp án theo chủ đề do chương trình đưa ra. Để được xác nhận, mỗi người chơi cần đặt tay lên cột và nói. Các thành viên phải nói luân phiên nhau và không được nói trùng ý. Sau 1 phút, nếu đội liệt kê đủ hoặc hơn 20 đáp án thì chiến thắng và nhận giải thưởng cao nhất (xem cơ cấu giải thưởng ở dưới).

## Cơ cấu giải thưởng
| Vòng đấu                  | Thắng vòng đặc biệt | Thua vòng đặc biệt | Thua vòng đấu loại |
| ------------------------- | ------------------- | ------------------ | ------------------ |
| Vòng loại và trận tái đấu | 60.000.000 đồng     | 18.000.000 đồng    | 15.000.000 đồng    |
| Vòng tứ kết và bán kết    | 80.000.000 đồng     | 18.000.000 đồng    | 15.000.000 đồng    |
| Chung kết                 | 500.000.000 đồng    | 60.000.000 đồng    | 30.000.000 đồng    |

## Danh sách các đội tham gia
Đây là danh sách các khách mời đã tham gia mùa 4 của chương trình. Danh sách này không bao gồm các khách mời trong trận giao hữu.
| Đội thi đấu                                | Tỉ số                |
| ------------------------------------------ | -------------------- |
| Đội còn thi đấu hoặc á quân                | Thắng                |
| Đội đã bị loại hoặc đồng hạng ba           | Hòa (thua vòng phụ)  |
| Đội vô địch                                | Hòa (thắng vòng phụ) |
| Khách mời bị thay thế [khách mời thay thế] | Thua                 |

### Đợt 1
| STT | Danh sách thành viên                       | Kết quả các vòng    | Kết quả các vòng       | Kết quả các vòng         | Kết quả các vòng        | Thứ hạng chung cuộc (Chỉ dành cho Top 4) |
| STT | Danh sách thành viên                       | Vòng loại (tập 1-8) | Vòng Tứ kết (tập 9-12) | Vòng Bán kết (tập 13-14) | Vòng Chung kết (tập 15) | Thứ hạng chung cuộc (Chỉ dành cho Top 4) |
| --- | ------------------------------------------ | ------------------- | ---------------------- | ------------------------ | ----------------------- | ---------------------------------------- |
| 1   | Puka, Gin Tuấn Kiệt, Khánh Vân             | 3-1                 | 3-1                    | 3-0                      | 3-0                     | Quán quân                                |
| 2   | Tăng Phúc, Trương Thảo Nhi, Lyly           | 1-3                 |                        |                          |                         |                                          |
| 3   | Ciin, Ngô Đình Nam, Lê Bống                | 2-4                 |                        |                          |                         |                                          |
| 4   | DatKaa, Bảo An, Gia Khiêm                  | 4-2                 | 1-3                    |                          |                         |                                          |
| 5   | Avin Lu, Lan Thy, Hoàng Hà                 | 1-3                 |                        |                          |                         |                                          |
| 6   | Vinh Râu, Kim Nhã, Trần Anh Huy [Trang Nơ] | 3-1                 | 2-3                    |                          |                         |                                          |
| 7   | MisThy, Hà Hiền, Khả Ngân [Phát La]        | 3-1                 | 2-2                    | 2-3                      |                         | Đồng hạng ba                             |
| 8   | Thanh Mèo, Diễn Dler, Ceri Thu Hà          | 1-3                 |                        |                          |                         |                                          |
| 9   | Nhung Gumiho, Hà Nhi, Hà Thu               | 2-3                 |                        |                          |                         |                                          |
| 10  | Nguyễn Huy, Hynee, Lân Jee                 | 3-2                 | 2-2                    |                          |                         |                                          |
| 11  | Hồ Phi Nal, Tấn Trường, Uyên Nhi           | 3-1                 | 3-1                    | 3-2                      | 0-3                     | Á quân                                   |
| 12  | Tăng Duy Tân, Phan Kiều Chi, Caca          | 1-3                 |                        |                          |                         |                                          |
| 13  | Đạt G, Oanh Kiều, Khải Đăng                | 2-2                 | 1-3                    |                          |                         |                                          |
| 14  | Đạt Long Vinh, Trịnh Thảo, Kiều Trinh      | 2-2                 |                        |                          |                         |                                          |
| 15  | Trang Nơ, Hải Triều, Phương Lan            | 1-3                 |                        |                          |                         |                                          |
| 16  | Thái Trinh, Lan Hương, Yến Trang           | 3-1                 | 3-2                    | 0-3                      |                         | Đồng hạng ba                             |

### Đợt 2
- Chú ý: Tập 19 là một trận tái đấu của chương trình
- Chú ý: Tập 25 là tập đặc biệt của chương trình

| STT | Danh sách thành viên                                  | Kết quả các vòng      | Kết quả các vòng           | Kết quả các vòng         | Kết quả các vòng        | Thứ hạng chung cuộc (Chỉ dành cho Top 4) |
| STT | Danh sách thành viên                                  | Vòng loại (tập 16-23) | Vòng Tứ kết (tập 24-26-28) | Vòng Bán kết (tập 29-30) | Vòng Chung kết (tập 31) | Thứ hạng chung cuộc (Chỉ dành cho Top 4) |
| --- | ----------------------------------------------------- | --------------------- | -------------------------- | ------------------------ | ----------------------- | ---------------------------------------- |
| 1   | Chí Thiện, Jun Vũ, Khả Như, [Quốc Khánh]              | 3-1                   | 3-0                        | 4-2                      | 2-2                     | Quán quân                                |
| 2   | Nguyễn Đình Vũ, Dương Thanh Vàng, Quốc Khánh          | 1-3                   |                            |                          |                         |                                          |
| 3   | Ricky Star, Phương Linh, Blacka                       | 2-3                   |                            |                          |                         |                                          |
| 4   | Quách Ngọc Tuyên, Phương Lan, Nguyễn Anh Tú           | 3-2                   | 3-2                        | 3-0                      | 2-2                     | Á quân                                   |
| 5   | Lê Nhân, Kha Ly, Trà Ngọc                             | 3-4                   |                            |                          |                         |                                          |
| 6   | Ngọc Thảo, Hoàng Phi, Phát Hồ                         | 4-3                   | 0-3                        |                          |                         |                                          |
| 7   | Đạt Long Vinh, Trịnh Thảo, Kiều Trinh                 | 4-3                   | 1-3                        |                          |                         |                                          |
| 8   | Thanh Mèo, Diễn Dler, Ceri Thu Hà                     | 3-4                   |                            |                          |                         |                                          |
| 9   | Văn Anh, Kim Nhã, Tú Vi                               | 1-3                   |                            |                          |                         |                                          |
| 10  | Hải Vót, Nguyên Thảo, Trương Thảo Nhi                 | 3-1                   | 2-3                        |                          |                         |                                          |
| 11  | Lưu Chí Vỹ, Lâm Chấn Huy, Dương Ngọc Thái, [Lâm Hùng] | 2-2                   | 3-1                        | 0-3                      |                         | Đồng hạng ba                             |
| 12  | Châu Gia Kiệt, Lâm Hùng, Quách Tuấn Du                | 2-2                   |                            |                          |                         |                                          |
| 13  | Hứa Minh Đạt, Diệp Bảo Ngọc, Thanh Tân, [Kim Nhã]     | 3-1                   | 3-2                        | 2-4                      |                         | Đồng hạng ba                             |
| 14  | Pjnboys, Gia Linh, Huỳnh James                        | 1-3                   |                            |                          |                         |                                          |
| 15  | Trương Thế Vinh, Quốc Thiên, Nguyễn Hải, [Kim Nhã]    | 3-2                   | 2-3                        |                          |                         |                                          |
| 16  | Tăng Phúc, Fanny Trần, Nguyễn Đình Vũ                 | 2-3                   |                            |                          |                         |                                          |

## Chi tiết các tập
| Đội chiến thắng và trực tiếp lọt vào vòng trong |
| Đội chiến thắng nhờ chiến thắng vòng thi phụ    |
| Đội quán quân                                   |

| Đợt      | Vòng đấu    | Tập | Ngày phát sóng | A                                                          | Tỉ số (A/B)    | B                                                          | TK                 |
| -------- | ----------- | --- | -------------- | ---------------------------------------------------------- | -------------- | ---------------------------------------------------------- | ------------------ |
| 1        | Vòng loại   | 1   | 6/8/2022       | Puka, Gin Tuấn Kiệt, Khánh Vân                             | 3-1            | LyLy, Tăng Phúc, Trương Thảo Nhi                           | [ 1 ] [ 2 ] [ 7 ]  |
| 1        | Vòng loại   | 2   | 13/8/2022      | Ciin, Ngô Đình Nam, Lê Bống                                | 2-4            | DatKaa, Bảo An, Gia Khiêm                                  | [ 8 ] [ 9 ] [ 10 ] |
| 1        | Vòng loại   | 3   | 20/8/2022      | Avin Lu, Lan Thy, Hoàng Hà                                 | 1-3            | Vinh Râu, Kim Nhã, Trần Anh Huy                            |                    |
| 1        | Vòng loại   | 4   | 27/8/2022      | MisThy, Hà Hiền, Khả Ngân                                  | 3-1            | Thanh Mèo, Diễn Dler, Ceri Thu Hà                          | [ 11 ]             |
| 1        | Vòng loại   | 5   | 03/9/2022      | Nhung Gumiho, Hà Nhi, Hà Thu                               | 2-3            | Nguyễn Huy, Hynee, Lân Jee                                 | [ 12 ]             |
| 1        | Vòng loại   | 6   | 10/9/2022      | Hồ Phi Nal, Tấn Trường, Uyên Nhi                           | 3-1            | Tăng Duy Tân, Phan Kiều Chi, Caca                          | [ 13 ] [ 14 ]      |
| 1        | Vòng loại   | 7   | 17/9/2022      | Đạt G, Oanh Kiều, Khải Đăng                                | 2-2            | Đạt Long Vinh, Trịnh Thảo, Kiều Trinh                      | [ 15 ]             |
| 1        | Vòng loại   | 8   | 24/9/2022      | Trang Nơ, Hải Triều, Phương Lan                            | 1-3            | Thái Trinh, Lan Hương, Yến Trang                           |                    |
| 1        | Tứ kết      | 9   | 1/10/2022      | Puka, Gin Tuấn Kiệt, Khánh Vân (thắng tập 1)               | 3-1            | DatKaa, Bảo An, Gia Khiêm (thắng tập 2)                    | [ 16 ]             |
| 1        | Tứ kết      | 10  | 8/10/2022      | MisThy, Hà Hiền, Phát La (thắng tập 4)                     | 2-2            | Nguyễn Huy, Hynee, Lân Jee (thắng tập 5)                   | [ 17 ]             |
| 1        | Tứ kết      | 11  | 15/10/2022     | Trang Nơ, Vinh Râu, Kim Nhã (thắng tập 3)                  | 2-3            | Thái Trinh, Lan Hương, Yến Trang (thắng tập 8)             |                    |
| 1        | Tứ kết      | 12  | 22/10/2022     | Đạt G, Oanh Kiều, Khải Đăng (thắng tập 7)                  | 1-3            | Hồ Phi Nal, Tấn Trường, Uyên Nhi (thắng tập 6)             |                    |
| 1        | Bán kết     | 13  | 29/10/2022     | MisThy, Hà Hiền, Phát La (thắng tập 10)                    | 2-3            | Hồ Phi Nal, Tấn Trường, Uyên Nhi (thắng tập 12)            | [ 18 ]             |
| 1        | Bán kết     | 14  | 05/11/2022     | Puka, Gin Tuấn Kiệt, Khánh Vân (thắng tập 9)               | 3-0            | Thái Trinh, Lan Hương, Yến Trang (thắng tập 11)            | [ 19 ] [ 20 ]      |
| 1        | Chung kết 1 | 15  | 12/11/2022     | Puka, Gin Tuấn Kiệt, Khánh Vân (thắng tập 14)              | 3-0            | Hồ Phi Nal, Tấn Trường, Uyên Nhi (thắng tập 13)            | [ 5 ] [ 6 ] [ 21 ] |
| 2        | Vòng loại   | 16  | 19/11/2022     | Khả Như, Chí Thiện, Jun Vũ                                 | 3-1            | Nguyễn Đình Vũ, Dương Thanh Vàng, Quốc Khánh               |                    |
| 2        | Vòng loại   | 17  | 26/11/2022     | Ricky Star, Phương Linh, Blacka                            | 2-3            | Quách Ngọc Tuyên, Phương Lan, Nguyễn Anh Tú                |                    |
| 2        | Vòng loại   | 18  | 03/12/2022     | Lê Nhân, Kha Ly, Trà Ngọc                                  | 3-4            | Ngọc Thảo, Hoàng Phi, Phát Hồ                              |                    |
| 2        | Vòng loại   | 19  | 10/12/2022     | Kiều Trinh, Đạt Long Vinh, Trịnh Thảo (thua tập 7)         | 4-3            | Thanh Mèo, Diễn Dler, Ceri Thu Hà (thua tập 4)             |                    |
| 2        | Vòng loại   | 20  | 17/12/2022     | Kim Nhã, Văn Anh, Tú Vi                                    | 1-3            | Hải Vót, Nguyên Thảo, Trương Thảo Nhi                      |                    |
| 2        | Vòng loại   | 21  | 24/12/2022     | Lưu Chí Vỹ, Lâm Chấn Huy, Dương Ngọc Thái                  | 2-2            | Châu Gia Kiệt, Lâm Hùng, Quách Tuấn Du                     |                    |
| 2        | Vòng loại   | 22  | 31/12/2022     | Hứa Minh Đạt, Diệp Bảo Ngọc, Thanh Tân                     | 3-1            | Pjnboys, Gia Linh, Huỳnh James                             |                    |
| 2        | Vòng loại   | 23  | 07/01/2023     | Trương Thế Vinh, Quốc Thiên, Nguyễn Hải                    | 3-2            | Tăng Phúc, Fanny Trần, Nguyễn Đình Vũ                      |                    |
| 2        | Tứ kết      | 24  | 14/01/2023     | Khả Như, Chí Thiện, Jun Vũ (thắng tập 16)                  | 3-0            | Ngọc Thảo, Hoàng Phi, Phát Hồ (thắng tập 18)               |                    |
| 2        | Tứ kết      | 25  | 28/01/2023     | Tập đặc biệt                                               | Tập đặc biệt   | Tập đặc biệt                                               |                    |
| 2        | Tứ kết      | 26  | 04/02/2023     | Quách Ngọc Tuyên, Phương Lan, Nguyễn Anh Tú (thắng tập 17) | 3-2            | Hải Vót, Nguyên Thảo, Trương Thảo Nhi (thắng tập 20)       |                    |
| 2        | Tứ kết      | 27  | 11/02/2023     | Lưu Chí Vỹ, Lâm Chấn Huy, Lâm Hùng (thắng tập 21)          | 3-1            | Kiều Trinh, Đạt Long Vinh, Trịnh Thảo (thắng tập 19)       |                    |
| 2        | Tứ kết      | 28  | 18/02/2023     | Hứa Minh Đạt, Diệp Bảo Ngọc, Thanh Tân (thắng tập 22)      | 3-2            | Trương Thế Vinh, Kim Nhã, Nguyễn Hải (thắng tập 23)        |                    |
| 2        | Bán kết     | 29  | 25/02/2023     | Chí Thiện, Jun Vũ, Quốc Khánh (thắng tập 24)               | 4-2            | Hứa Minh Đạt, Kim Nhã, Thanh Tân (thắng tập 28)            |                    |
| 2        | Bán kết     | 30  | 04/03/2023     | Quách Ngọc Tuyên, Phương Lan, Nguyễn Anh Tú (thắng tập 26) | 3-0            | Lưu Chí Vỹ, Lâm Chấn Huy, Lâm Hùng (thắng tập 27)          |                    |
| 2        | Chung kết 2 | 31  | 11/03/2023     | Chí Thiện, Jun Vũ, Quốc Khánh (thắng tập 29)               | 2-2            | Quách Ngọc Tuyên, Phương Lan, Nguyễn Anh Tú (thắng tập 30) |                    |
| Giao hữu | Giao hữu    | 32  | 18/03/2023     | Quách Thành Danh, Phạm Khánh Hưng, Nam Cường               | 3-3            | Trương Đan Huy, Akira Phan, Khánh Phương                   |                    |
| Giao hữu | Giao hữu    | 33  | 25/03/2023     | Jun Vũ, Quốc Khánh, Huỳnh Lập (vô địch đợt 2)              | 3-0            | Hồ Phi Nal, Nguyễn Đình Vũ, Uyên Nhi (á quân đợt 1)        |                    |
| Giao hữu | Giao hữu    | 34  | 01/04/2023     | Emma Nhất Khanh, Phát La, LyLy                             | 2-3            | S.T Sơn Thạch, Phương Lan, Nguyễn Anh Tú                   |                    |
| Giao hữu | Giao hữu    | 35  | 08/04/2023     | Lâm Vỹ Dạ, Hứa Minh Đạt, MisThy                            | 1-3            | Kha Ly, Angela Phương Trinh, Vũ Ngọc Ánh                   |                    |
| Giao hữu | Giao hữu    | 36  | 15/04/2023     | Quách Ngọc Tuyên, Kim Nhã, Long Nhật                       | 3-3            | Nhung Gumiho, Hà Hiền, Trịnh Thảo                          |                    |
| Giao hữu | Giao hữu    | 37  | 22/04/2023     | Puka, Gin Tuấn Kiệt,Cris Phan                              | 4-2            | Will, Trương Thế Vinh, Trà Ngọc                            |                    |
| Giao hữu | Giao hữu    | 38  | 29/04/2023     | Akira Phan, Hoàng Châu, Vĩnh Thuyên Kim                    | 3-1            | Triệu Hồng Ngọc, Quách Tuấn Du, Khánh Ngọc                 |                    |
| Giao hữu | Giao hữu    | 39  | 06/05/2023     | Phát Huy T4, VAnh, Thành Đạt                               | 4-2            | TLong, Tino, Lala Trần                                     |                    |
| Giao hữu | Giao hữu    | 40  | 13/05/2023     | Dung Hoàng Phạm, Quang Đăng Trần, Đinh Tùng Huy            | 2-3            | Đạt Long Vinh, Diệu Kiên, NB3 Hoài Bảo                     |                    |
| Giao hữu | Giao hữu    | 41  | 20/05/2023     | Phạm Lịch, Trương Quỳnh Anh, Lynk Lee                      | 1-3            | Dương Thanh Vàng, Xuân Tiến, Quỳnh Lý                      |                    |
| Tổng hợp | Tổng hợp    | 42  | 27/05/2023     | Tổng kết mùa 4                                             | Tổng kết mùa 4 | Tổng kết mùa 4                                             |                    |
| Tổng hợp | Tổng hợp    | 43  | 03/06/2023     | Tổng kết mùa 4                                             | Tổng kết mùa 4 | Tổng kết mùa 4                                             |                    |
| Tổng hợp | Tổng hợp    | 44  | 10/06/2023     | Tổng kết mùa 4                                             | Tổng kết mùa 4 | Tổng kết mùa 4                                             |                    |

## Một số thống kê kỷ lục

### Người chiến thắng
Dưới đây là danh sách thí sinh chiến thắng (trả lời đúng đến mốc số 10):
1. Hoa hậu Khánh Vân, trong tập 14 phát sóng ngày 05/11/2022.
2. Ca sĩ Chí Thiện, trong tập 31 phát sóng ngày 11/03/2023.
3. Ca sĩ S.T Sơn Thạch, trong tập 34 phát sóng ngày 01/04/2023.
4. Ca sĩ Đạt Long Vinh, trong tập 40 phát sóng ngày 13/05/2023.

### Đội chơi chiến thắng vòng đặc biệt
Chỉ có 1 đội chơi đã giành chiến thắng vòng đặc biệt ở mùa này (trả lời đúng từ 20 đáp án trở lên):
1. Đội Hồ Phi Nal, Tấn Trường, Uyên Nhi, trong tập 6 ngày 10/9/2022 (kể được 20/20 đáp án chính xác).[13]